# Cratere Weiss
Weiss è un cratere lunare intitolato all'astronomo austriaco Edmund Weiss; è situato lungo il bordo meridionale de Mare Nubium. Molto vicino al bordo sud-occidentale di Weiss si trova il cratere Cichus, mentre a nord-est si trova il cratere Pitatus. Infine, a sud-est, si osserva l'eroso cratere Wurzelbauer.
Il bordo settentrionale è scomparso, e il fondo del cratere è stato riempito dalla lava, rendendolo liscio. Il bordo meridionale, invece, è sopravvissuto, sebbene sia stato in gran parte eroso. Questa parte di bordo, comunque, si innalza a un'altezza di ben 0,8 km dalla base. Il cratere satellite "Weiss E" giace nella parte settentrionale del fondo, vicino a ciò che rimane del bordo nord.
Il cratere è segnato dalla raggiera del cratere Tycho, che giace a molti chilometri di distanza verso sud-est. A nord del cratere Weiss si trova la rima denominata Rima Hesiodus, che prende il nome dal cratere Hesiodus a nord-est.

## Crateri correlati
Alcuni crateri minori situati in prossimità di Weiss sono convenzionalmente identificati, sulle mappe lunari, attraverso una lettera associata al nome.
| Weiss | Latitudine | Longitudine | Diametro |
| ----- | ---------- | ----------- | -------- |
| A     | 30,5° S    | 18,6° W     | 4 km     |
| B     | 31,2° S    | 18,4° W     | 10 km    |
| D     | 30,7° S    | 20,3° W     | 9 km     |
| E     | 31,1° S    | 19,2° W     | 17 km    |